# Блер (Небраска)
Блер (англ. Blair) — місто (англ. city) в США, в окрузі Вашингтон штату Небраска. Населення — 7790 осіб (2020).

## Географія
Блер розташований за координатами 41°32′30″ пн. ш. 96°8′7″ зх. д. / 41.54167° пн. ш. 96.13528° зх. д. (41.541555, -96.135287).  За даними Бюро перепису населення США в 2010 році місто мало площу 14,27 км², з яких 14,23 км² — суходіл та 0,04 км² — водойми.

## Демографія
Згідно з переписом 2010 року, у місті мешкало 7990 осіб у 3110 домогосподарствах у складі 2005 родин. Густота населення становила 560 осіб/км².  Було 3351 помешкання (235/км²).
Расовий склад населення:
| - 96,4 % — білих - 0,8 % — чорних або афроамериканців - 0,3 % — корінних американців - 0,3 % — азіатів - 0,1 % — вихідців з тихоокеанських островів - 1,0 % — осіб інших рас |

До двох чи більше рас належало 1,1 %. Частка іспаномовних становила 2,9 % від усіх жителів.
За віковим діапазоном населення розподілялося таким чином: 24,9 % — особи молодші 18 років, 59,8 % — особи у віці 18—64 років, 15,3 % — особи у віці 65 років та старші. Медіана віку мешканця становила 36,0 року. На 100 осіб жіночої статі у місті припадало 92,1 чоловіків;  на 100 жінок у віці від 18 років та старших — 89,6 чоловіків також старших 18 років.
Середній дохід на одне домашнє господарство  становив 59 484 долари США (медіана — 46 790), а середній дохід на одну сім'ю — 65 815 доларів (медіана — 61 495). Медіана доходів становила 47 065 доларів для чоловіків та 33 075 доларів для жінок. За межею бідності перебувало 16,3 % осіб, у тому числі 28,1 % дітей у віці до 18 років та 7,5 % осіб у віці 65 років та старших.
Цивільне працевлаштоване населення становило 3955 осіб. Основні галузі зайнятості: освіта, охорона здоров'я та соціальна допомога — 23,4 %, виробництво — 12,8 %, роздрібна торгівля — 10,7 %, науковці, спеціалісти, менеджери — 8,6 %.